# ジョン・タイラー
ジョン・タイラー（John Tyler, 1790年3月29日 - 1862年1月18日）は、アメリカ合衆国の政治家。第14代副大統領および第10代大統領。独立宣言署名後に生まれた2人目の大統領、および大統領の死に際して副大統領から昇格した最初の大統領である。また、所属政党を持たなかった2人の大統領のうち1人（のちのもう1人は17代アンドリュー・ジョンソン大統領。初代大統領ジョージ・ワシントンも無党派を標榜したが実質的には連邦党政権であった）である。

## 生い立ち
ジョン・タイラー・ジュニアは1790年3月29日にバージニア州チャールズシティ郡（ウィリアム・ヘンリー・ハリソンが生まれたのと同じ郡）でジョン・タイラー（1747年 - 1813年）およびメアリー・アーミステッド夫妻の息子として生まれる。
タイラーは地域の指導層になるようにと、7人の兄弟と共に上流階級の教育を受けて育った。彼は合衆国憲法が厳密に解釈されることになっていたと信じながら育ち、伝えられるところによれば、この信念を決して失わなかったという。
父親はトーマス・ジェファーソンと友人関係にあり、1,000エーカー（405ヘクタール）以上のタバコ畑と何十名もの奴隷を所有し、リッチモンドの巡回裁判所に判事として勤務した。彼は州権を支持し、その権力を維持した。
タイラーが7歳のときに母親は心臓発作で死去した。12歳になるとタイラーはウィリアム・アンド・メアリー大学の予備門に入学し、3年後には同大学に進学した。 タイラーは1807年に17歳で大学を卒業した。

## 初期の経歴
タイラーは連邦下院議員を務めた後にバージニア州知事（1825年 - 1827年）として父親の後を継いだ。1840年アメリカ合衆国大統領選挙で副大統領候補となり当選した。

## 大統領職
ジョン・タイラーは、大統領選挙からわずか1か月後に肺炎で死去したウィリアム・ハリソンから大統領職を継承した。なお、この継承は公式には1967年発効の「合衆国憲法修正25条」まで厳密に認められなかった。「偶然内閣」「継承内閣」と揶揄されたが、その反発から独断専行し議会と対立、1期4年の間に9回の拒否権を発動した。さらに、副大統領就任の際に支持してくれた所属のホイッグ党の政策に従わず、時の党首ヘンリー・クレイらと激しく対立、大統領就任から2か月ほどで党から除名された。これによりタイラーは「政党を持たざる男」として知られることとなった。タイラーは元民主党員で南部州権論者の信奉者であり、北部を基盤にするホイッグ党の急進的な政策とはしばしば対立していた。ホイッグ党はその後、「タイラー降ろし」の圧力をかけ、閣僚6名中5人を辞職させた。
また、大統領選挙に前後してロード・アイランド州で選挙人制度に不満を持つ改革派の不満が爆発し、同年州議会を無視して州民代表会議を招集してトーマス・ドアを知事に選出した、いわゆるドアの反乱が起こった。同州は1841年までには白人男子普通選挙制度を持たない唯一の州となっており、ドアらは白人男子普通選挙制を唱えて武装蜂起したが、反乱が頂点に達した翌1842年4月にタイラーは鎮圧に加勢するための連邦軍派兵を決定、反乱は鎮圧された。1843年には穏健改革派によって新州憲法が制定された。
在任中のおそらくもっとも著名な功績は在任末期、1845年3月1日のテキサス（当時のテキサス共和国）併合承認である。これにより同年12月29日、テキサスはアメリカ合衆国の一部となった。南部の強力な奴隷州の併合が、後の南北戦争の遠因となった。また1821年に併合されていたフロリダは1845年3月3日に州に昇格した。

### 内閣
| 職名     | 氏名                                   | 任期            |
| -------- | -------------------------------------- | --------------- |
| 大統領   | ジョン・タイラー                       | 1841年 - 1845年 |
| 副大統領 | なし                                   |                 |
| 国務長官 | ダニエル・ウェブスター                 | 1841年 - 1843年 |
| 国務長官 | エイベル・アップシャー                 | 1843年 - 1844年 |
| 国務長官 | ジョン・カルフーン                     | 1844年 - 1845年 |
| 財務長官 | トマス・ユーイング                     | 1841年          |
| 財務長官 | ウォルター・フォワード                 | 1841年 - 1843年 |
| 財務長官 | ジョン・カンフィールド・スペンサー     | 1843年 - 1844年 |
| 財務長官 | ジョージ・ビブ                         | 1844年 - 1845年 |
| 陸軍長官 | ジョン・ベル                           | 1841年          |
| 陸軍長官 | ジョン・カンフィールド・スペンサー     | 1841年 - 1843年 |
| 陸軍長官 | ジェイムズ・マディソン・ポーター       | 1843年 - 1844年 |
| 陸軍長官 | ウィリアム・ウィルキンス               | 1844年 - 1845年 |
| 司法長官 | ジョン・クリッテンデン                 | 1841年          |
| 司法長官 | ヒュー・スウィントン・レグリー         | 1841年 - 1843年 |
| 司法長官 | ジョン・ネルソン                       | 1843年 - 1845年 |
| 郵政長官 | フランシス・グレンジャー               | 1841年          |
| 郵政長官 | チャールズ・アンダーソン・ウィックリフ | 1841年 - 1845年 |
| 海軍長官 | ジョージ・バジャー                     | 1841年          |
| 海軍長官 | エイベル・アップシャー                 | 1841年 - 1843年 |
| 海軍長官 | デイヴィッド・ヘンショウ               | 1843年 - 1844年 |
| 海軍長官 | トマス・ギルマー                       | 1844年          |
| 海軍長官 | ジョン・ヤング・メイソン               | 1844年 - 1845年 |

## 結婚と家族
ジョンは、1813年3月29日にレティティア・クリスチャンと結婚した。彼らは8人の子供をもうけた。歴代大統領の中で一番子供が多い。
- メアリー・タイラー (Mary Tyler, 1815年4月15日 - 1847年6月17日)
- ロバート・タイラー (Robert Tyler, 1816年9月9日 - 1877年12月3日)  妻エリザベス・プリシラ・クーパーはファーストレディを務めた。
- ジョン・タイラー (John Tyler, 1819年4月17日 - 1896年1月26日)
- レティティア・クリスチャン・タイラー (Letitia Christian Tyler, 1821年5月11日 - 1907年12月28日)
- エリザベス・タイラー (Elizabeth Tyler, 1823年7月11日 - 1850年6月1日)
- アン・コンテッセ・タイラー (Anne Contesse Tyler, 1825年4月5日 - 1825年7月)
- アリス・タイラー (Alice Tyler, 1827年3月23日 - 1854年6月8日)
- タッツウェル・タイラー (Tazewell Tyler, 1830年12月6日 - 1874年1月8日)

レティティアはファーストレディを務めたが、1842年9月10日に死去した。ジョンは2年間独身で過ごした。義理の娘エリザベス・プリシラ・クーパーがこの期間の間ファーストレディを務めた。その後、ジョンは1844年6月26日にジュリア・ガーディナーと再婚した。彼は在職中に結婚した初めての大統領だった。彼らは7人の子供をもうけた。 
- デヴィッド・ガーディナー・タイラー (David Gardiner Tyler, 1846年7月12日 - 1927年9月5日)
- ジョン・アレグサンダー・タイラー (John Alexander Tyler, 1848年4月7日 - 1883年9月1日)
- ジュリア・ガーディナー・タイラー (Julia Gardiner Tyler, 1849年12月25日 - 1871年5月8日)
- ラクラン・タイラー (Lachlan Tyler, 1851年12月2日 - 1902年1月26日)
- ライアン・ガーディナー・タイラー (Lyon Gardiner Tyler, 1853年8月24日 - 1935年2月12日)
- ロバート・フィッツワルター・タイラー (Robert Fitzwalter Tyler, 1856年3月12日 - 1927年12月31日)
- パール・タイラー (Pearl Tyler, 1860年6月20日 - 1947年6月30日)

先述したように、在任中に夫人に先立たれたのも、在任中に再婚したのも初。また、自分の誕生日に結婚したのも初。
歴代大統領の中で一番の子宝者であったが（最初の夫人から3男5女、2人目の夫人から引退後に4男3女）、いつも金に困り、ハリソン大統領の死去を知らされてウィリアムズバーグからワシントンD.C.に駆けつける際にも、他人から借金しなければならなかった。

## 大統領職後
1861年2月、タイラーは1861年のワシントン平和会議の議長を務めるため再び公的生活に入る。会議は内戦を回避するための妥協が求められた。一方、モンゴメリー会議ではアメリカ連合国憲法が採択された。上院が彼の提案を拒絶すると、タイラーはバージニア州の即時脱退を促した。
1861年のアメリカ連合国臨時議会に参加した後、彼は南部連邦の下院議員に選任されたが、就任前に気管支炎で死去した。アメリカ南部連邦をアメリカ合衆国と見なさない場合、彼は2018年現在外国で死去した唯一の大統領経験者である。彼の最後の言葉は"I am going. Perhaps it is best."「私は死ぬ。たぶんそれが一番良いだろう。」であった。タイラーはヴァージニア州リッチモンドのハリウッド墓地に埋葬された。
テキサス州タイラーは彼にちなんで命名された。